# Carvoeiro
Carvoeiro (Praia de Carvoeiro) je malé město a oblíbené turistické letovisko na jihu Portugalska při pobřeží Atlantiku. Spadá pod město Lagoa, které leží přibližně 5 kilometrů směrem do vnitrozemí.

## Historie

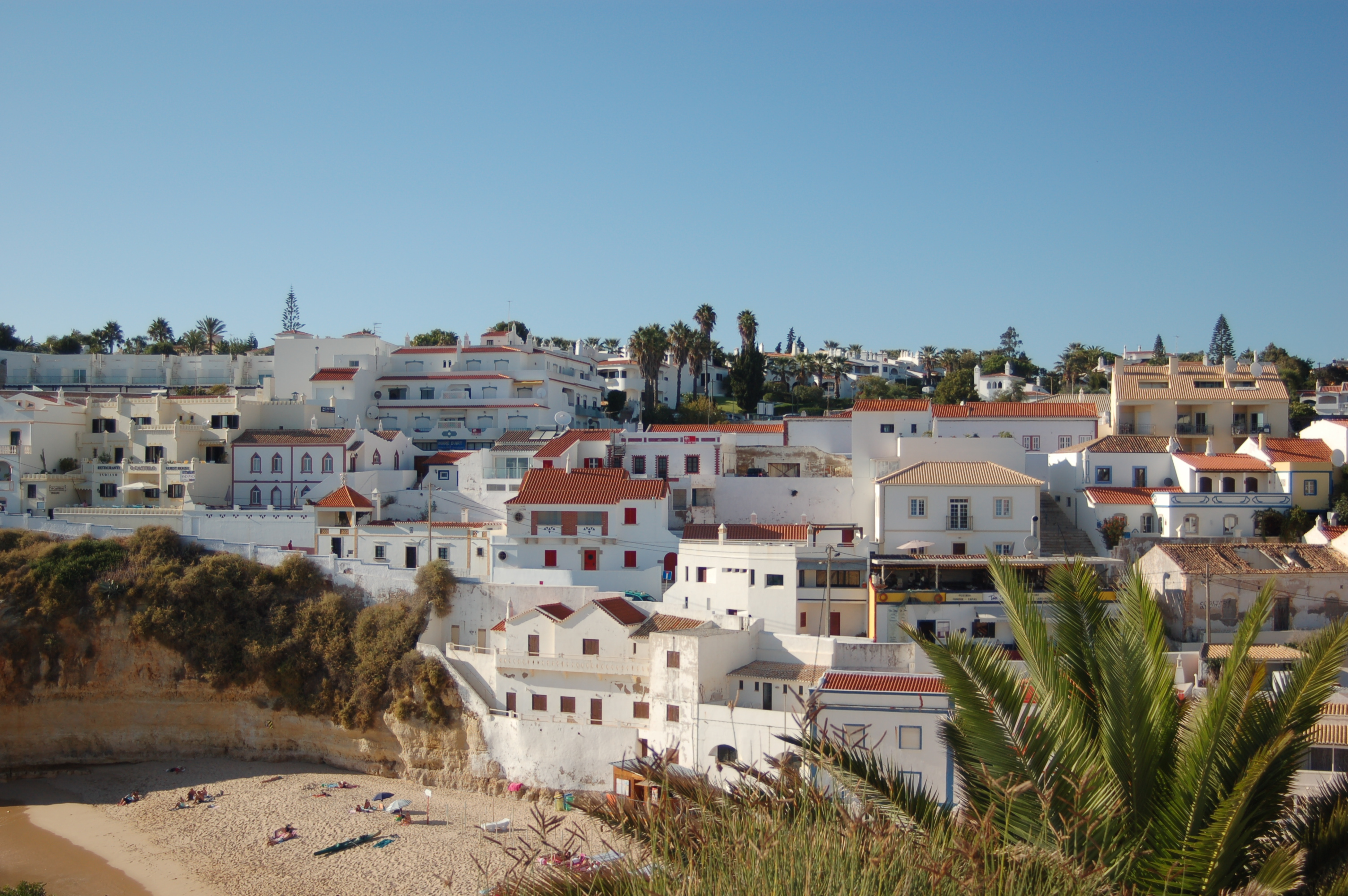
Carvoeiro

Oblast, kde se dnešní obec nachází, byla osídlena již starověkými Římany. Dnešní obec získala vlastní samosprávu v roce 1985, status města nese od roku 2001. Dnešní název obce má být odvozen z středověkého označení pro rybářské osady "Caboiere". Až do 60. let 20. století se totiž jednalo o zapadlou rybářskou vesnici.
Od té doby dodnes získává poskytování služeb souvisejících s turistickým ruchem stále větší vliv na hospodaření obce. Bylo vybudováno mnoho hotelových komplexů a došlo k zásadnímu vylepšení infrastruktury. Rozvoj masové turistiky v poklidné portugalské osadě zachycuje ve svém díle i někdejší obyvatel Carvoeira spisovatel Patrick Swift. 

## Zajímavosti
Mezi nejznámější místa v Carvoeiru patří kaple Nossa Senhora da Encarnaçao s výhledem na moře. Ta byla v historii mnohokrát zničena zemětřesením a vyplundrována piráty. Mezi další významná místa patří i Atlantické pláže Carvoeiro , Carvalho , Alagar Seco, Marinha, Benagil či Vale de lapa.